# Gotico francese

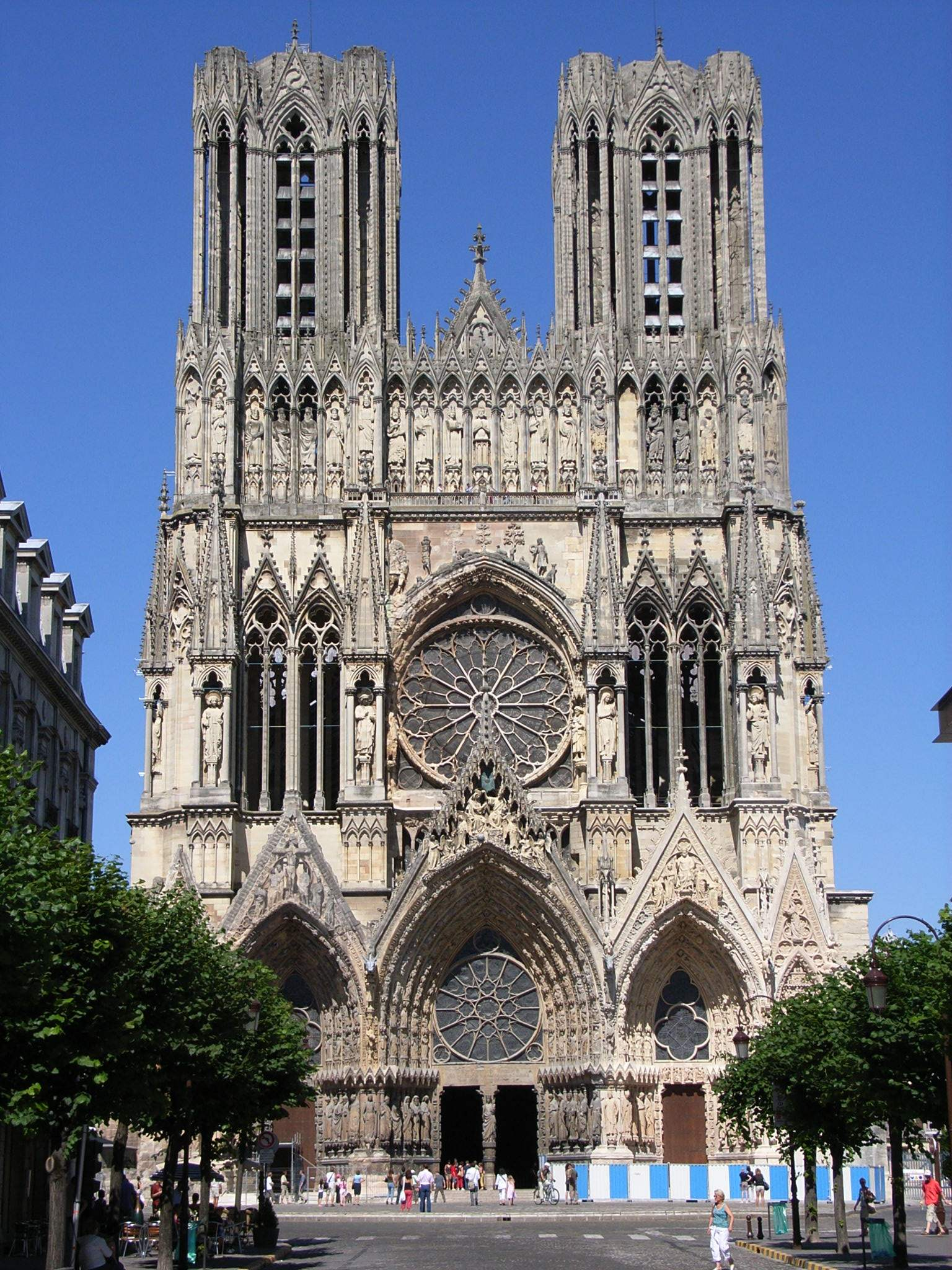
Facciata della cattedrale di Reims.

Il gotico francese è la più antica ed una delle più famose varianti dell'arte gotica. Si sviluppò dagli anni quaranta del XII secolo (quando in tutte le altre regioni europee dominava l'arte romanica) e persistette fino al tardo XVI secolo con lo stile tardo gotico o gotico fiammeggiante (flamboyant).

## La Basilica di Saint-Denis

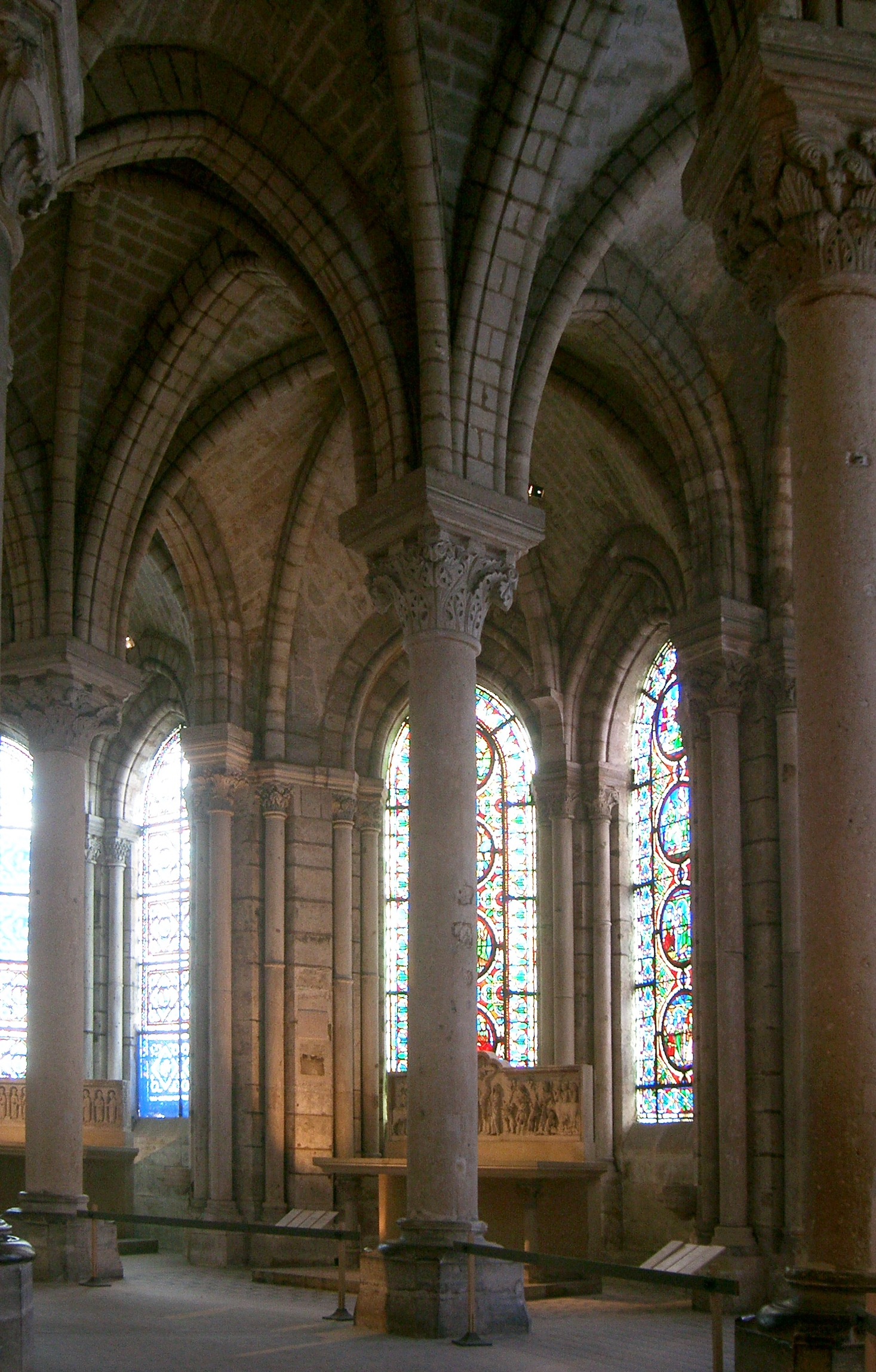
Deambulatorio della Basilica di Saint-Denis.

La nascita ufficiale dell'architettura gotica ebbe luogo con la ricostruzione del coro dell'abbazia di Saint-Denis, su idea del famoso abate Suger, che per la basilica dei reali di Francia voleva un edificio «sontuoso e dotato di splendidi arredi» e che assolvesse «meglio al compito di onorare la divinità se rifulge di luce», che penetrando da vetrate si riflettesse sui metalli preziosi e sulle gemme poste nelle decorazioni delle suppellettili. Nel solco degli studi di neoplatonismo intrapresi dall'abate, a sua volta Suger si ispirava allo Pseudo-Dionigi l'Areopagita: Dio è Luce, pertanto le nuove cattedrali devono essere costruite in modo da poter ospitare la luce divina.
Nella sua parte inferiore il coro fu compiuto intorno al 1144, mentre il completamento della parte superiore e della navata della chiesa  è della metà del XIII secolo.
Il coro di Saint-Denis riprende i modelli romanici, dove erano già stati applicati deambulatori e cappelle radiali; in Saint-Denis tuttavia le navate laterali del coro raddoppiano mediante dei sostegni poco invasivi e la struttura, sostenuta da archi ogivali, si alleggerisce per la presenza di grandi vetrate, in contrapposizione alla pesantezza e all'oscurità delle costruzioni romaniche.

## L'evoluzione dello stile
Poco dopo Saint-Denis, le novità vennero recepite dai costruttori della cattedrale di Sens, dove però si registra ancora la tradizionale alternanza dei sostegni tipica dell'architettura normanna e l'assenza del transetto; tuttavia questa cattedrale rappresentò il modello per molte altre costruzioni senza transetto o con transetto poco accentuato.
Un'altra evoluzione si registra nella cattedrale di Noyon, realizzata a partire dal 1145. Qui, nella campata che si affaccia sulla navata centrale, oltre alla tribuna, o matroneo, si osserva per la prima volta il triforio, cioè una galleria più bassa e ricavata nello spessore murario della parete.
Riconducibile a Noyon è la cattedrale di Laon, una delle massime realizzazioni del primo periodo gotico. La chiesa presenta un coro piatto, frutto di una ricostruzione intrapresa nel 1205, con una torre-lanterna all'intersezione tra la navata principale e il transetto. Due articolate torri gemelle sorgono sulla facciata principale e nel progetto originario ne erano previste altre analoghe sulle facciate dei transetti, poi realizzate solo in parte.
Contemporaneamente a Laon fu innalzata la cattedrale parigina di Notre-Dame con cinque slanciate navate, transetto e doppio deambulatorio. Secondo alcuni autori qui vennero sperimentati per la prima volta gli archi rampanti per sostenere il peso della chiesa, essendo le pareti ormai svuotate per lasciar spazio alle vetrate istoriate, che vennero disposti regolarmente lungo l'esterno delle navate e a semicerchi lungo il coro.

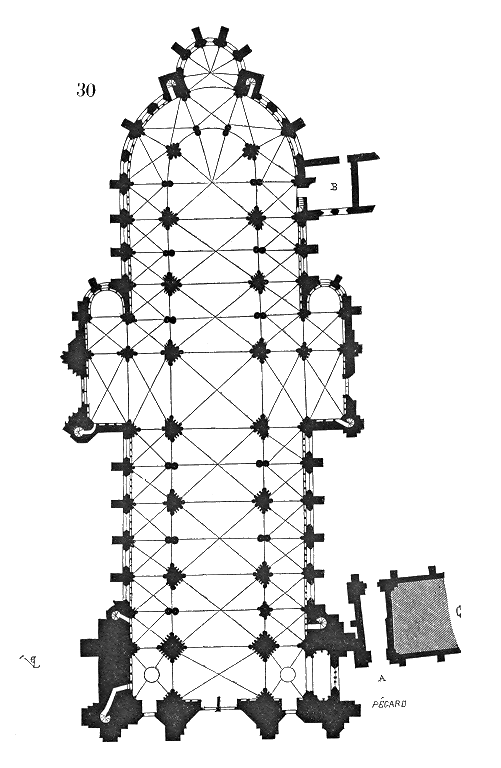
Pianta della cattedrale di Sens
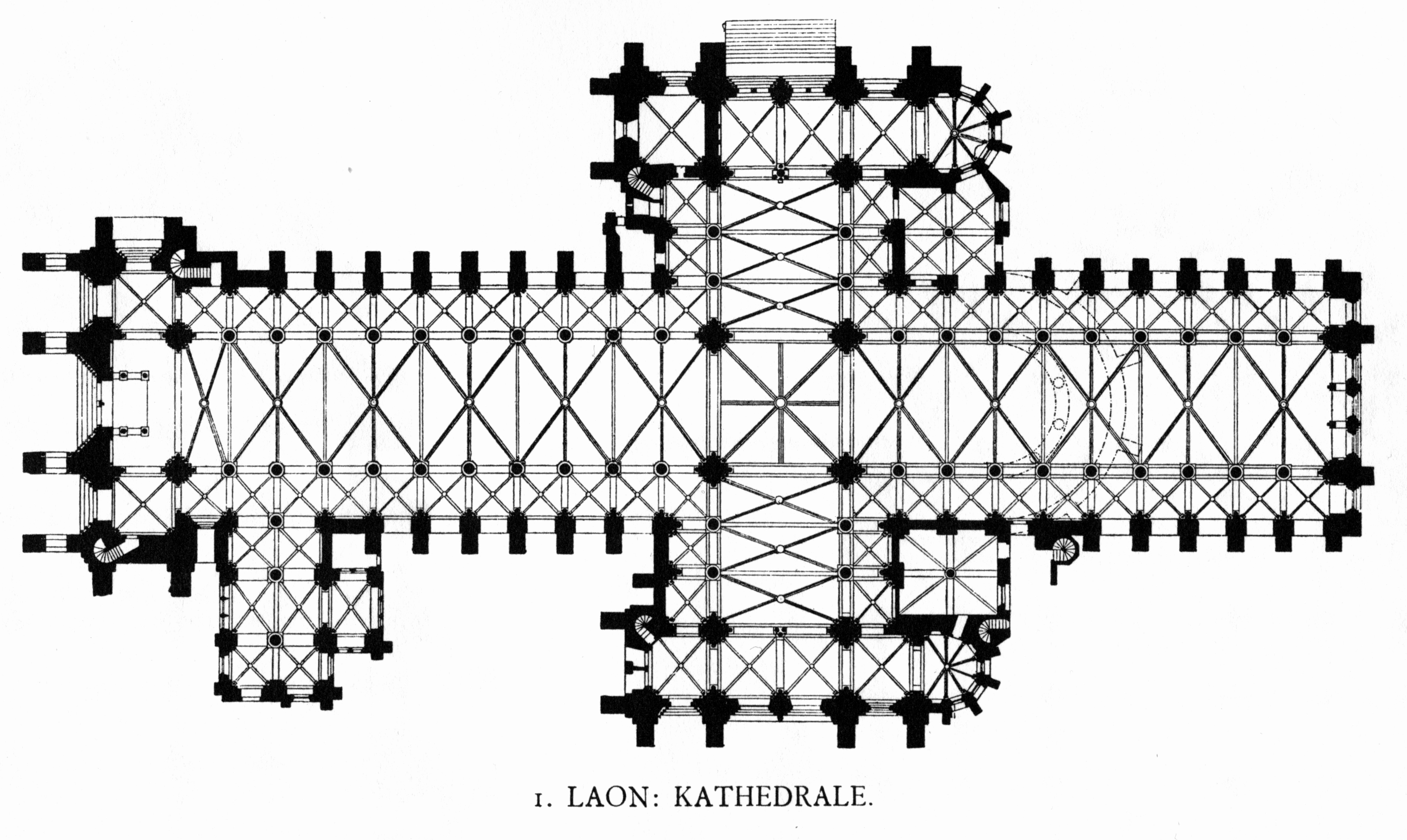
Pianta della cattedrale di Laon
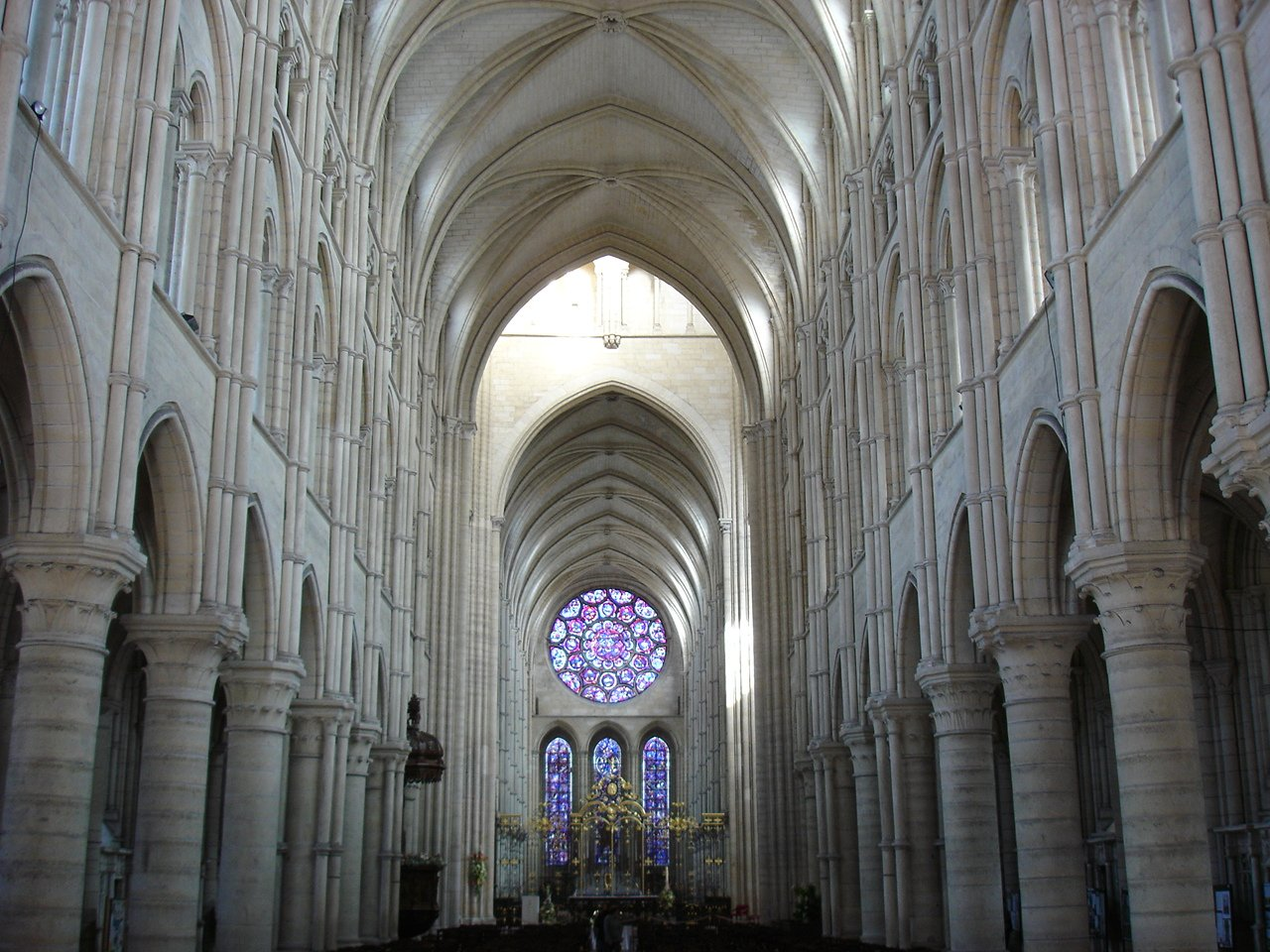
Interno della cattedrale di Laon
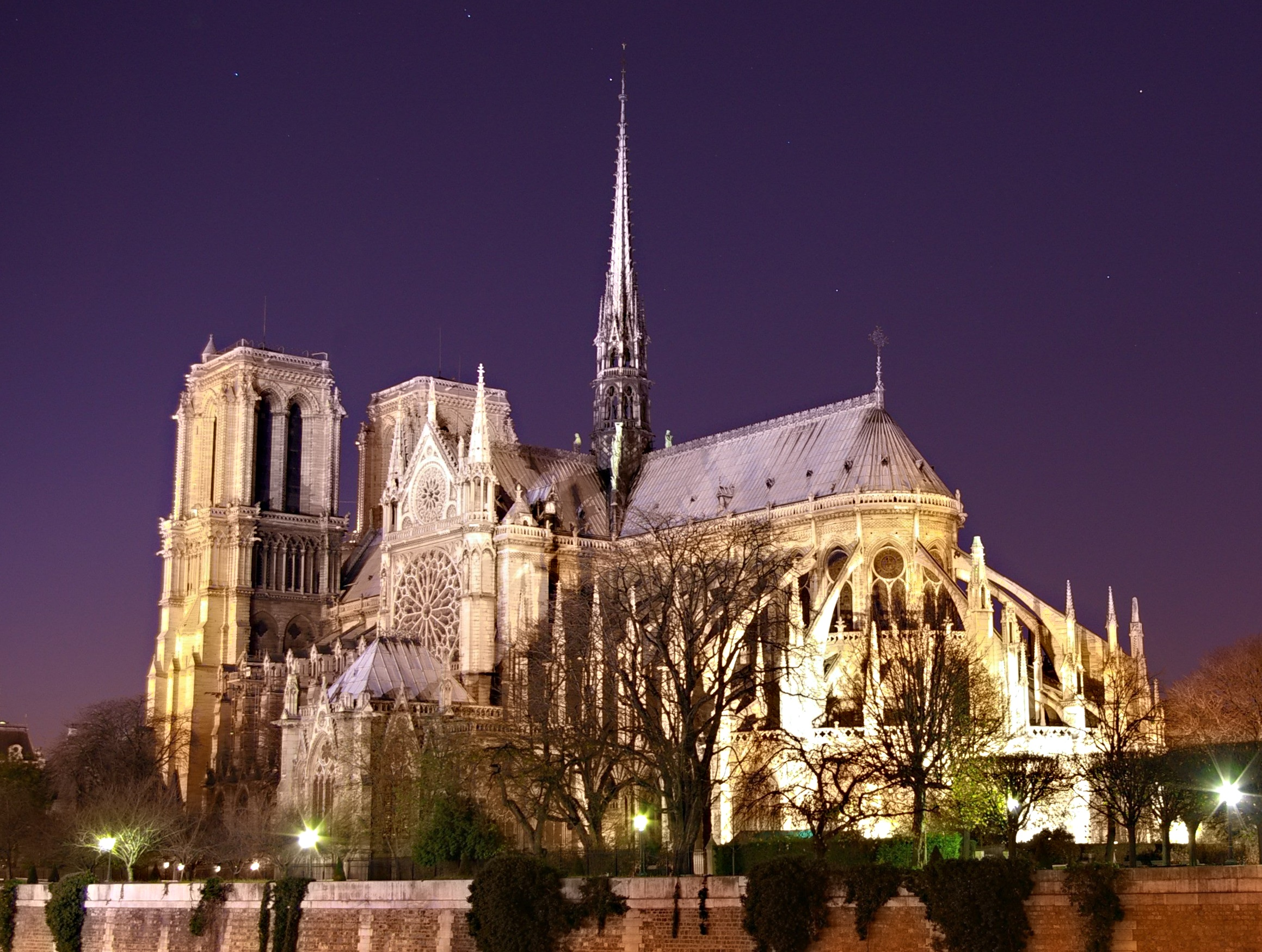
Veduta di Notre-Dame a Parigi

## Gotico classico
Notre-Dame di Parigi segna anche il passaggio dal primo gotico al gotico classico, che viene inquadrato nella prima metà del XIII secolo. Appartiene a questo periodo la cattedrale di Chartres (1194-1230), riedificata dopo che un incendio aveva distrutto la precedente cattedrale romanica. Chartres è caratterizzata da un attento studio delle proporzioni, sia in pianta che in alzato, che la rendono un capolavoro di armonia delle forme. Gli archi e le vetrate sono tutti di misura regolare e le 166 vetrate istoriate inondano di luce la cattedrale. Rispetto ai modelli precedenti a Chartres le tribune o matronei furono sostituiti dal solo triforio al fine di snellire la massa muraria e lasciare maggior spazio proprio alle superfici vetrate.
L'architettura di Chartres fu ripresa nelle successive cattedrali di Reims e Amiens, che rappresentano la massima perfezione dell'architettura gotica francese. Qui le navate raggiungono rispettivamente i 38 ed i 42 m, con un rapporto tra altezza e larghezza superiore a quello della stessa cattedrale parigina, dove la navata è alta 35 m: ad Amiens è 3:1, a Parigi 2,75:1, a Chartres 2,6:1.
La cattedrale di San Pietro a Beauvais supera in altezza tutte le altre chiese francesi, con le volte di ben 48,5 m (rapporto altezza e larghezza di 3,4:1), ma la costruzione fu portata a termine solo nel coro e transetto, a seguito del sopraggiungere di gravi problemi di natura statica.

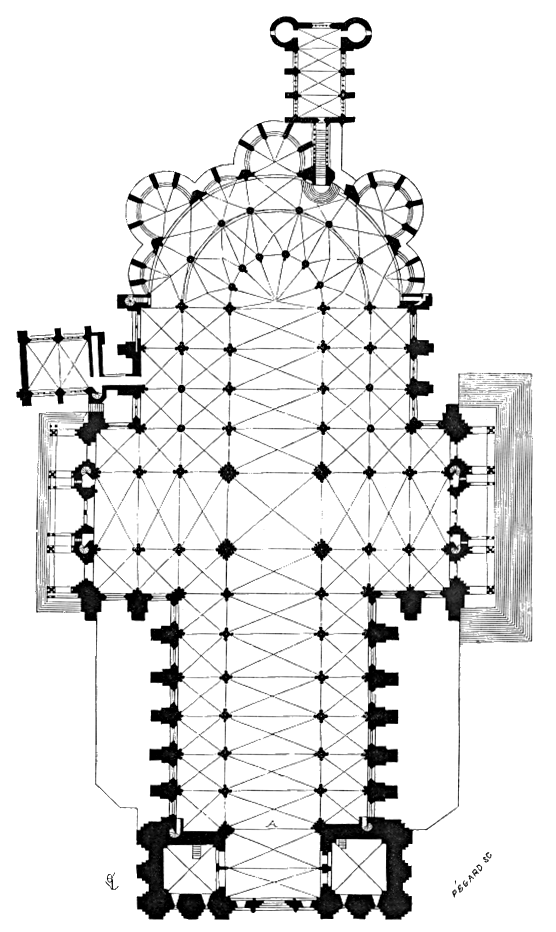
Pianta della Cattedrale di Chartres
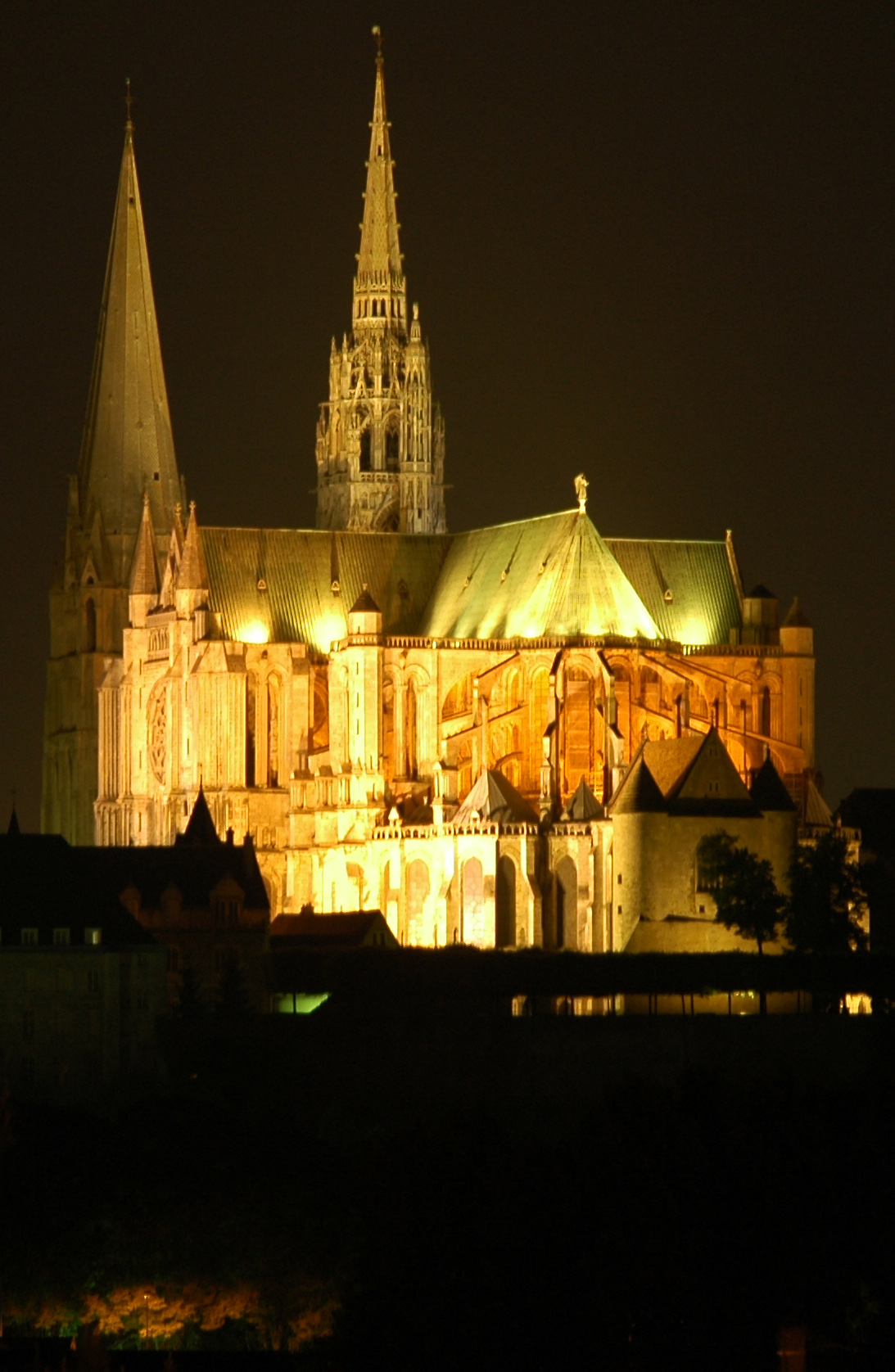
Veduta della Cattedrale di Chartres
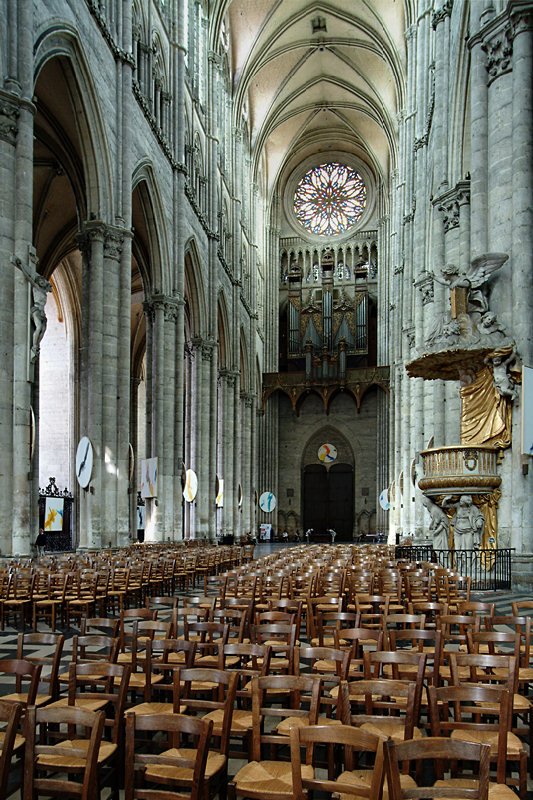
Interno della Cattedrale di Amiens
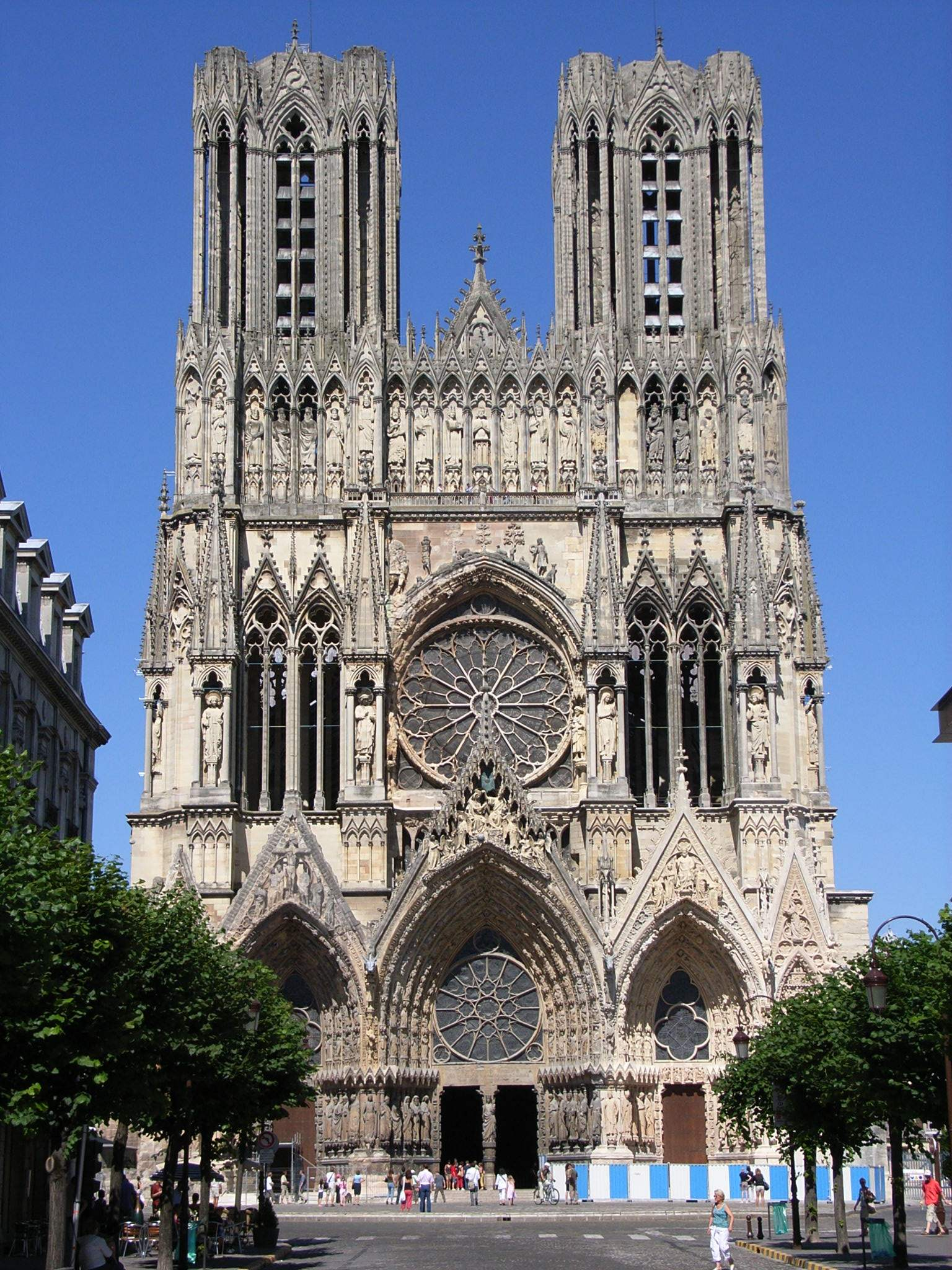
Facciata della Cattedrale di Notre-Dame a Reims
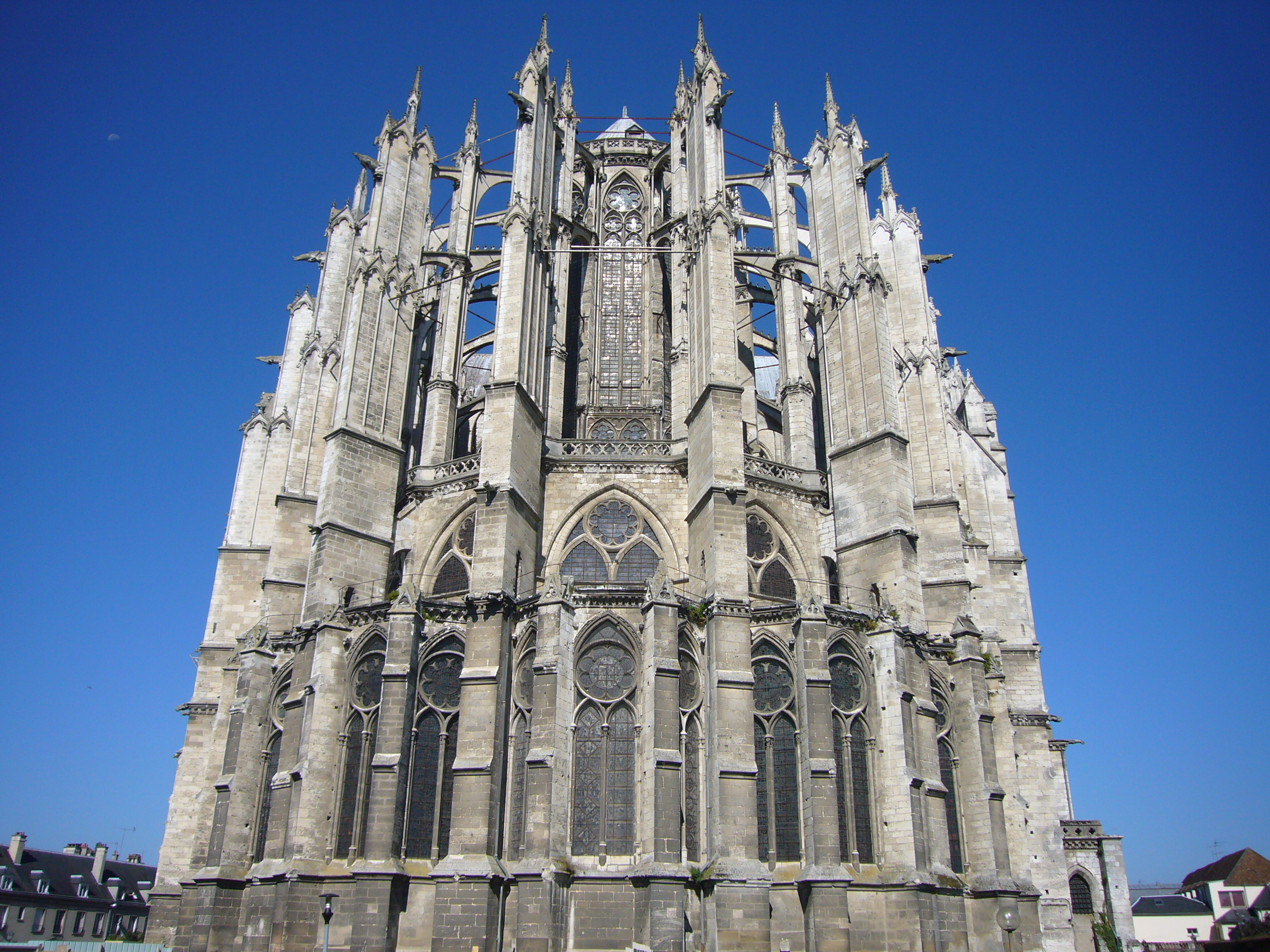
l'imponente coro della Cattedrale di Beauvais

## Gotico radiante e fiammeggiante

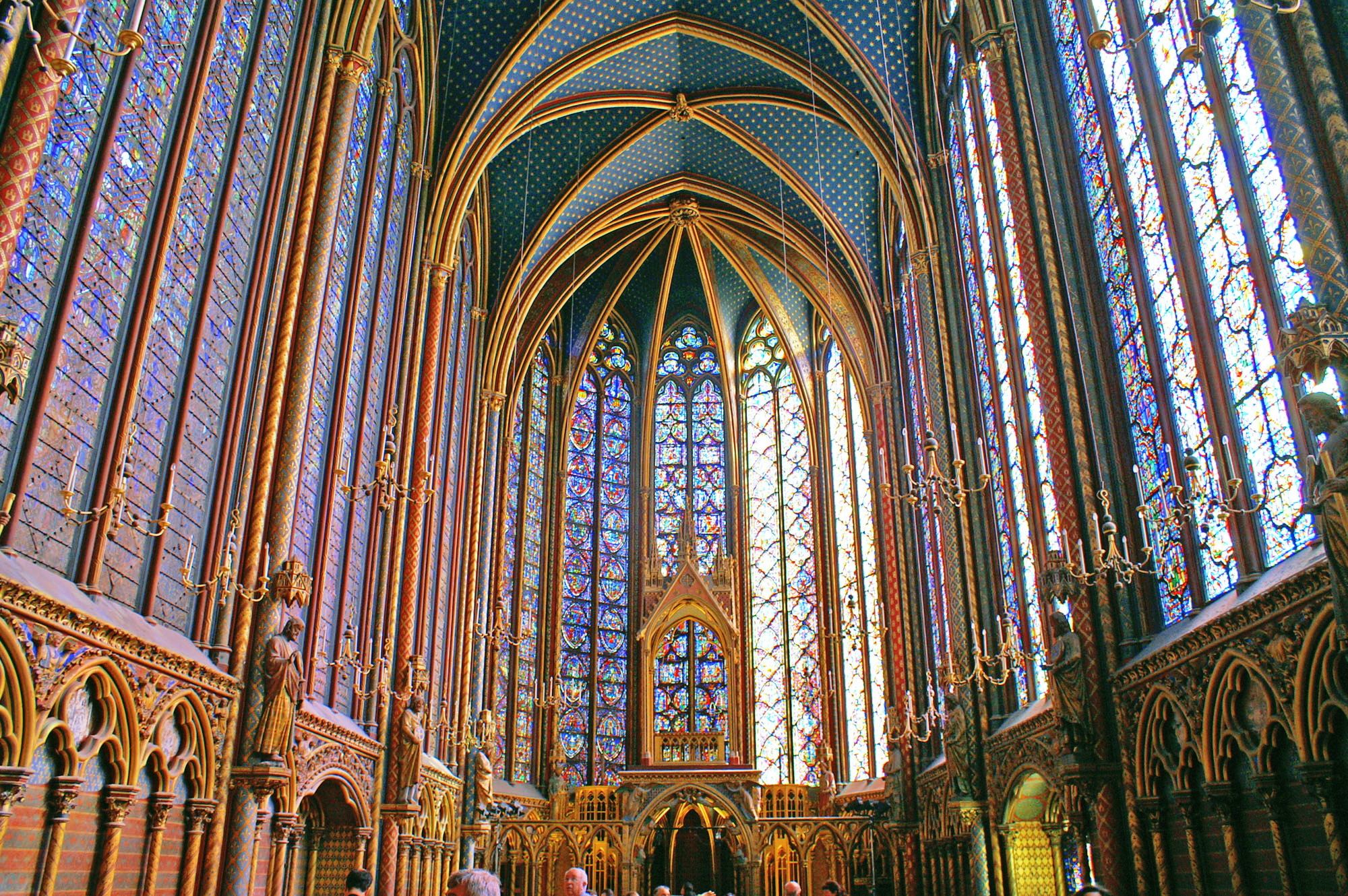
Parigi: la cappella superiore della Sainte-Chapelle di Parigi

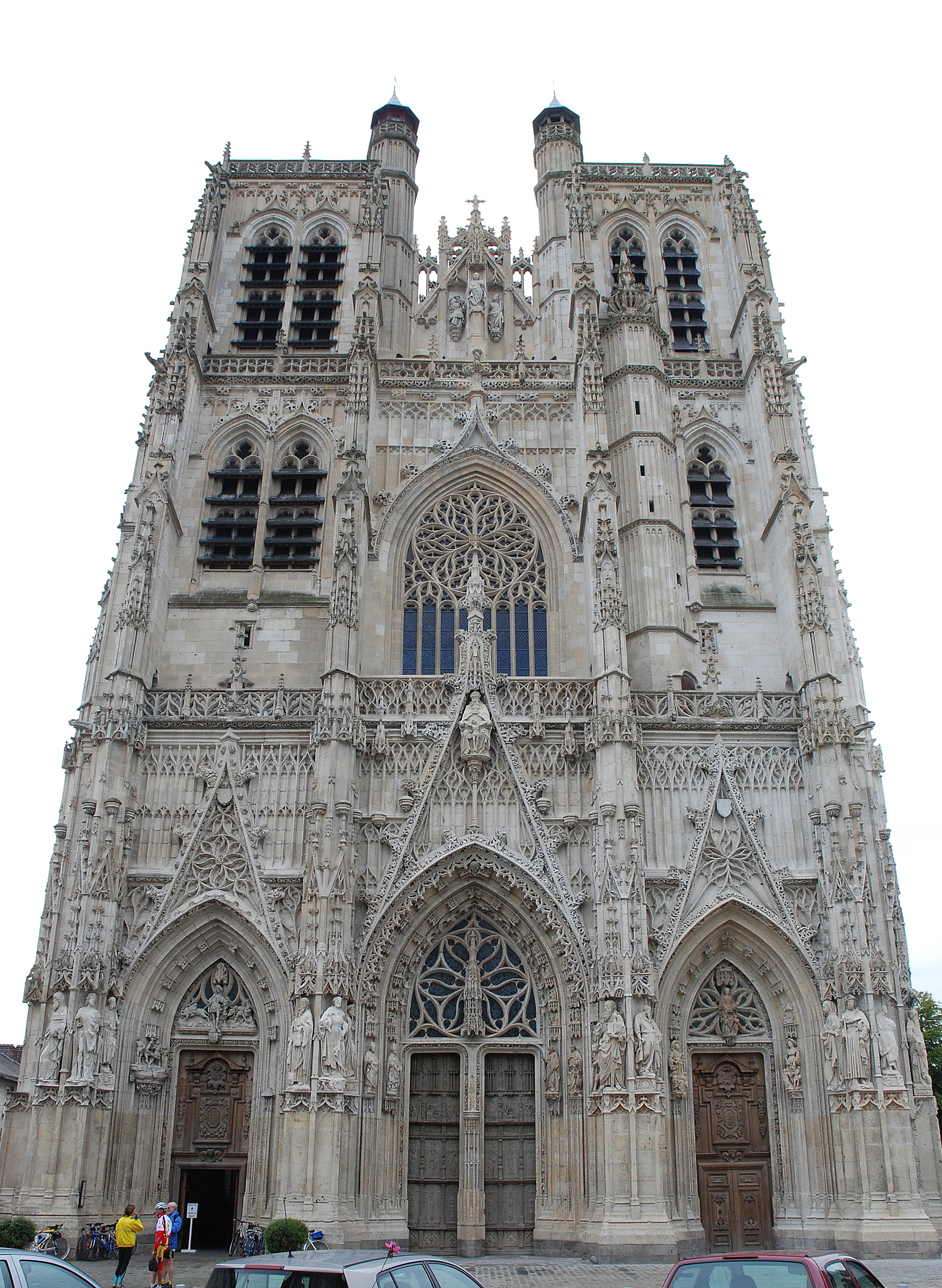
Facciata della Collegiata di San Vulfranno di Abbeville, in stile gotico fiammeggiante

La fase successiva, che prese avvio dalla metà del XIII secolo, è detta del gotico radiante, poiché si arrivò a una più radicale abolizione delle pareti ed a un assottigliamento di tutte le strutture. Capolavori di questo periodo sono le testate dei transetti di Notre-Dame a Parigi e la Sainte-Chapelle (1241-1248), sempre a Parigi, dove tra sottili pilastri a fascio si dispiegano leggere e diafane vetrate, che non lasciano trasparire la robusta ingabbiatura esterna dei contrafforti. La Sainte-Chapelle fu il nuovo modello di cappella palatina (era infatti collegata direttamente al palazzo reale), con due chiese sovrapposte, quella inferiore per la corte a tre navate e quella superiore, contenente preziose reliquie, ad appannaggio esclusivo del re e della sua famiglia, ad aula unica.
L'ultima fase del gotico francese è definita gotico fiammeggiante e appare al principio del XV secolo presso la corte reale e corti ducali francesi come quelle del duca di Berry, del duca di Borgogna e del duca d'Angiò. Lo stile venne caratterizzato dall'impiego di elementi prolungati in senso della lunghezza che acquisirono forme riconducibili ad una fiamma. Gil elementi decorativi si complicano e diventano esuberanti. Questo stile si sviluppa soprattutto nella seconda parte del XV secolo, dopo la fine della Guerra dei Cent'anni e la ripresa economica conseguente, e resta popolare per gli edifici religiosi fino alla metà del XVI secolo, dove convive con lo stile rinascimentale importato dall'Italia ai principi del secolo. Esempi famosi di gotico fiammegiante sono il palazzo del Parlamento di Rouen, la Sainte-Chapelle del Castello di Vincennes, la facciata della cattedrale di Toul, le facciate dei transetti della cattedrale di Senlis, la chiesa Notre-Dame di Louviers, la chiesa Saint-Maclou di Rouen, la Collegiata di San Vulfranno di Abbeville, il monastero reale di Brou, il palazzo di Jacques Cœur à Bourges.